# BBC Radio 3 Awards for World Music
Die BBC Radio 3 Awards for World Music waren vom britischen Radiosender BBC Radio 3 gestiftete Musikpreise, die von 2002 bis einschließlich 2008 jährlich an Künstler aus dem Bereich der Weltmusik verliehen wurden. Die Veranstaltung wurde im Jahr 2009 von der BBC ohne nähere Angabe von Gründen abgesetzt.
Die Awards for World Music werden auch oft als BBC World Music Awards (dt.: Weltmusik-Preise) bezeichnet, sind jedoch nicht zu verwechseln mit den gleichnamigen World Music Awards (dt.: Welt-Musikpreise), welche an die Musiker mit den höchsten Plattenverkäufen weltweit vergeben werden.